# Bilhete de identidade eletrônico italiano
O carta d'identità elettronica italiana (Cartão de Identificação Eletrônica Italiano (CIE) é um documento de identificação que substitui o cartão de identidade em formato de papel na República Italiana.
A introdução da CIE tem como objetivo aumentar os níveis de segurança através da adaptação das características do suporte aos padrões internacionais de segurança, bem como aos padrões de prevenção de clonagem e falsificação em documentos eletrônicos.
Juntamente com o Cartão Nacional de Serviços e o SPID, constitui o instrumento de autenticação previsto pelo Código de Administração Digital para o acesso aos serviços da web fornecidos pela administração pública italiana.

## História
O projeto da Carta de Identificação Eletrônica italiana foi previsto pelas leis Bassanini em 1997, sendo pioneiro em relação a outros estados europeus. A primeira fase foi iniciada em 2001 com a emissão de um modelo experimental da CIE em 83 municípios, a fim de identificar problemas técnicos relacionados ao software e hardware relacionados à emissão e uso dos cartões.
Em 2004, foi introduzido um segundo modelo experimental da CIE (2.0), que serviu como versão piloto para futura implementação nacional. No entanto, somente a partir de 1º de janeiro de 2006, em alguns municípios, o cartão de identidade em papel começou a ser substituído pelo eletrônico, de acordo com o artigo 7-vicies ter do decreto-lei de 31 de janeiro de 2005, nº 7, convertido na Lei de 31 de março de 2005, nº 43.
Em todo o território nacional e nos consulados (para os italianos residentes no exterior), muitos municípios, por iniciativa própria, aderiram aos municípios iniciais que receberam os equipamentos para emissão. Até o final de 2009, cerca de 1,8 milhão de CIE foram emitidos por 153 municípios. A versão piloto ainda apresentava vários problemas, incluindo questões estruturais que levavam ao desgaste do cartão. Após a resolução desses problemas, a experimentação foi estendida a outros municípios, mas as impressoras se mostraram inadequadas (os dados pessoais, incluindo a fotografia, eram impressos diretamente no cartão pelo município emissor, por meio de transferência térmica), e a organização também se mostrou ineficaz.
Em 2015, foi decidido utilizar um único polo de produção (a Casa da Moeda de Roma), e com o decreto interministerial de 23 de dezembro de 2015 (Jornal Oficial - Série Geral nº 302 de 30/12/2015), foram especificadas as características da nova CIE, chamada CIE 3.0. A CIE foi definida como um documento de identidade substitutivo para o cartão de identidade em papel de acordo com o artigo 10, parágrafo 3 do Decreto-Lei nº 78/2015 sobre "Medidas urgentes para entidades territoriais", convertido na Lei nº 125 de 6 de agosto de 2015.
Em 4 de julho de 2016, começou a substituição do cartão de identidade em papel pela CIE, inicialmente em operação em 199 municípios. De acordo com o plano de implantação aprovado pela Comissão Interministerial da CIE, os demais municípios foram gradualmente habilitados a emitir a nova CIE. Um primeiro grupo, composto por 350 municípios, foi habilitado a partir de 26 de abril de 2017, cobrindo assim 50% da população junto com os 199 municípios iniciais. Os demais municípios foram habilitados até meados de 2018.
A partir de 20 de setembro de 2019, o fornecimento da CIE também foi iniciado para cidadãos italianos residentes no exterior. Inicialmente, o serviço estava disponível apenas nos escritórios consulares de Viena, Atenas e Nice, para depois ser estendido a todos os escritórios consulares da União Europeia, do Reino Unido e dos países onde o cartão de identidade garante a liberdade de circulação (Andorra, Cidade do Vaticano, Islândia, Liechtenstein, Noruega, Principado de Mônaco, San Marino e Suíça).
Em 29 de setembro de 2022, o design da CIE 3.0 foi redesenhado para cumprir o novo Regulamento (UE) 2019/1157 sobre o fortalecimento da segurança dos cartões de identidade dos cidadãos da União Europeia, com a adição do código do país de duas letras "IT" tanto dentro de uma bandeira europeia (no canto superior esquerdo) quanto dentro de um quadrado com coloração óptica variável (no canto inferior direito); consequentemente, a inscrição "NON VALIDA PER L'ESPATRIO" (""NÃO VÁLIDA PARA O EXTERIOR") foi movida para a borda esquerda, caso o documento seja válido apenas na Itália.

## Descrição
O Cartão de Identificação Eletrônica (CIE) é um documento emitido pelas autoridades italianas que certifica a identidade do titular, tanto no território nacional como no estrangeiro. Embora este documento não inclua a verificação das impressões digitais sem a autorização do Ministério do Interior, é amplamente reconhecido e utilizado para várias finalidades.
Em particular, o CIE é válido como documento de viagem para cidadãos italianos em países que aceitam esse documento em vez do passaporte. No entanto, é importante notar que, embora também possa ser emitido para cidadãos estrangeiros, geralmente é concedido principalmente a cidadãos italianos. Isso ocorre porque, normalmente, cidadãos estrangeiros na Itália são identificados por meio do Permesso di Soggiorno (Autorização de Residência), a menos que haja indicações específicas no próprio cartão de identidade.
Além de sua utilidade como documento de viagem (apenas para cidadãos), o CIE é amplamente usado para fins de identificação em vários contextos. Por exemplo, é aceito como documento de identificação em hotéis e em outras situações que exigem a identificação do indivíduo. Além disso, é utilizado para a compra de serviços ou bens que requerem a identificação do comprador.
Uma aplicação importante do CIE é a possibilidade de solicitar a identidade digital SPID (Sistema Público de Identidade Digital). Esse processo permite que os titulares da CIE acessem de forma segura e conveniente os serviços online fornecidos pelas administrações públicas italianas, simplificando os procedimentos de autenticação digital.

## Especificações técnicas
Realizado em policarbonato no formato "cartão de crédito" (conforme as normas ISO/IEC 7810 no formato ID-1 e as normas ISO/IEC 7816), o suporte do cartão de identificação eletrônica é produzido pelo Instituto Poligráfico e da Casa da Moeda do Estado, que também realiza sua inicialização e gravação dos dados de identificação do titular no cartão e no microchip. Para conhecer a identidade da pessoa, não é necessário inserir o cartão em um leitor: as informações pessoais e a foto estão impressas no cartão e são claramente legíveis. O suporte físico da CIE é integrado com um microprocessador que contém dados primários e secundários (incluindo impressões digitais) para o reconhecimento biométrico do titular. Também está prevista a possibilidade do cidadão maior de idade indicar, de acordo com o artigo 3 do T.U.L.P.S., emitido pelo decreto real n. 773/1931, o consentimento ou a recusa à doação de órgãos e/ou tecidos em caso de morte, conforme disciplinado pelas diretrizes adotadas em conjunto com o Ministério da Saúde; a gestão dessa informação é assegurada pelo Centro Nacional de Transplantes por meio do Sistema de Informação de Transplantes (SIT). Para modificar a vontade anteriormente registrada no SIT, é necessário se dirigir à ASL de pertencimento ou às empresas hospitalares ou aos consultórios médicos de clínica geral ou aos Centros Regionais de Transplantes (CRT), ou - apenas no momento da renovação da CIE - também à prefeitura.

## Disciplina

### Emissão
O Cartão de Identificação Eletrônica pode ser solicitado no seu município de residência ou no município onde você reside. O cidadão deve comparecer à prefeitura com uma foto 3x4, seja em papel ou formato eletrônico (em um dispositivo USB), e de preferência com o seu número de contribuinte ou cartão de saúde, a fim de agilizar o processo de registro (não é necessário apresentar outros documentos). Antes de iniciar o procedimento de emissão do Cartão de Identificação Eletrônica, você deve pagar, na tesouraria da prefeitura, a quantia de € 16,79 (treze euros e setenta e seis centavos, mais o IVA vigente) além das taxas fixas e administrativas, quando aplicáveis, como contrapartida pela emissão do CIE. É importante guardar o número do recibo de pagamento.
Para agilizar o processo de emissão, foi criado um portal pelo qual o cidadão pode agendar um horário com os escritórios da prefeitura e indicar o endereço para entrega do CIE, no endereço https://agendacie.interno.gov.it.
Ao solicitar o Cartão de Identificação Eletrônica, o cidadão deve:
- Apresentar (em caso de primeira emissão) ao funcionário da prefeitura outro documento de identificação válido. Se você não tiver um, deve comparecer à prefeitura acompanhado por duas testemunhas.
- Em caso de renovação ou deterioração do documento antigo, entregue-o ao funcionário da prefeitura.
- Entregue ao funcionário da prefeitura o número do seu contribuinte e o número do recibo de pagamento do Cartão (se disponível).
- Verifique com o funcionário da prefeitura os dados de registro registrados no registro da prefeitura.
- Forneça, se desejar, informações de contato para ser informado sobre o envio do seu documento.
- Indique o método de retirada desejado para o documento (entrega no endereço fornecido ou retirada na prefeitura).
- Forneça ao funcionário da prefeitura uma fotografia (dado biométrico primário).
- Proceda com o funcionário da prefeitura para a coleta das impressões digitais (dado biométrico secundário).
- Forneça, se desejar, o consentimento ou a recusa à doação de órgãos.
- Assine o formulário de resumo, também realizando uma verificação final dos dados.

Após a conclusão da operação de coleta de dados, a prefeitura emitirá um recibo da solicitação do CIE, incluindo o número do processo e a primeira parte dos códigos PIN/PUK associados ao CIE.
Posteriormente, o funcionário da prefeitura enviará os dados do requerente, por meio de um canal seguro, para certificação no Centro Nacional de Serviços Demográficos (CNSD) localizado no Ministério do Interior, que por sua vez os transmitirá à IPZS para a produção, personalização, impressão e entrega do documento eletrônico. O cidadão receberá o CIE e a segunda parte dos códigos PIN/PUK associados a ele no endereço fornecido, dentro de 6 dias úteis a partir do pedido. A entrega é de responsabilidade dos Correios italianos S.p.A.
Uma pessoa designada pode retirar o documento, desde que seus dados pessoais tenham sido fornecidos ao funcionário da prefeitura no momento da solicitação.
Para cidadãos italianos residentes no exterior, caso o consulado do país de residência esteja habilitado e o cidadão esteja regularmente inscrito no AIRE na jurisdição consular competente, o Cartão de Identificação Eletrônica pode ser solicitado no consulado de referência. O cidadão deve agendar uma consulta no consulado de emissão de carteira de identidade, fornecendo uma foto 3x4, o número de contribuinte, um documento de identificação (ou, na ausência deste, duas testemunhas), uma declaração de roubo ou perda (se aplicável), uma autorização do outro genitor no caso de o requerente ter filhos menores, autorização de ambos os pais se o requerente for menor de idade e meio de pagamento adequado. No dia da consulta, o funcionário consular irá coletar a documentação necessária, coletar as impressões digitais do requerente (exceto se for menor de 12 anos) e verificar/pagar a taxa devida. O Cartão de Identificação Eletrônica será então emitido pelo Ministério do Interior e produzido pelo Instituto Poligráfico e da Casa da Moeda do Estado e enviado por correio registrado para o endereço do requerente.
No caso de o consulado competente não estar habilitado para emitir o Cartão de Identificação Eletrônica, o cidadão italiano só poderá solicitar o Cartão de Identificação em papel (CIC) ou o passaporte.

### Período de validade
O documento pode ser solicitado a qualquer momento, e a sua validade varia de acordo com as faixas etárias (conforme o Decreto-Lei n. 70 de 13/05/2011, convertido com modificações pela Lei de 12 de julho de 2011, n. 106). Em detalhes:
- 3 anos para menores de 3 anos de idade;
- 5 anos para menores de 3 a 18 anos de idade;
- 10 anos para maiores de idade.

Os Cartões de Identificação, de acordo com a Lei de 4 de abril de 2012, n. 35, expiram no dia do aniversário do titular. No entanto, como especificado na circular n. 7/2012, a extensão da validade até o aniversário seguinte ao término do décimo (ou quinto, ou terceiro) ano ocorre apenas na primeira vez que é renovado; após isso, a partir da segunda renovação em diante, se a data de aniversário (e, portanto, a data de validade) for ultrapassada, a validade deverá ser encurtada de forma a coincidir com o aniversário anterior ao período calculado de dez (ou cinco, ou três) anos.

### Renovação
O pedido de renovação deve ser sempre feito na sua própria prefeitura de residência ou domicílio e pode ser feito a partir de 180 dias antes do vencimento.

### Perda
Em caso de perda do CIE, o cidadão deve registrar uma denúncia regular junto às autoridades policiais. Posteriormente, entrando em contato com o serviço de suporte do Ministério do Interior, poderá solicitar o bloqueio do seu documento.

## Aplicações de Software
Existem aplicativos de software disponíveis para computadores e telefones celulares que facilitam o uso online do cartão de identificação eletrônica.
Especificamente, para usar o cartão de identificação eletrônica para acesso online por meio de um computador com leitor de smart card contactless, é possível utilizar o pacote de software específico CIE Middleware, disponível para PC Windows e macOS Macintosh, para o qual também está disponível o código-fonte.
Para usar o cartão por meio de telefones celulares, é possível utilizar o aplicativo gratuito CieID.

## Leitores de smart card
Para usar o cartão de identificação eletrônica (CIE 3.0) em um computador, é necessário ter um leitor de smart card contactless compatível com o padrão ISO/IEC 14443 A e B. Nem todos os modelos são compatíveis com o software CIE.
Por outro lado, os smartphones de última geração já possuem um leitor de smart card contactless integrado, portanto, geralmente é suficiente instalar o aplicativo correspondente.